# Polyceroidea
Polyceroidea zijn een superfamilie van weekdieren uit de klasse van de Gastropoda (slakken).

## Families
- Aegiridae P. Fischer, 1883
- Hexabranchidae Bergh, 1891
- Okadaiidae Baba, 1930
- Polyceridae Alder & Hancock, 1845